# 雜色真巨口魚
雜色真巨口魚（学名：Eustomias variabilis）为輻鰭魚綱巨口鱼目巨口鱼科的其中一種。其种加词“variabilis”意为“各色的”，“变化的”。分布於西大西洋區，從墨西哥灣北部至南美洲北部海岸海域，為深海魚類，體長可達14.5公分。